# Bartłomiej Macieja

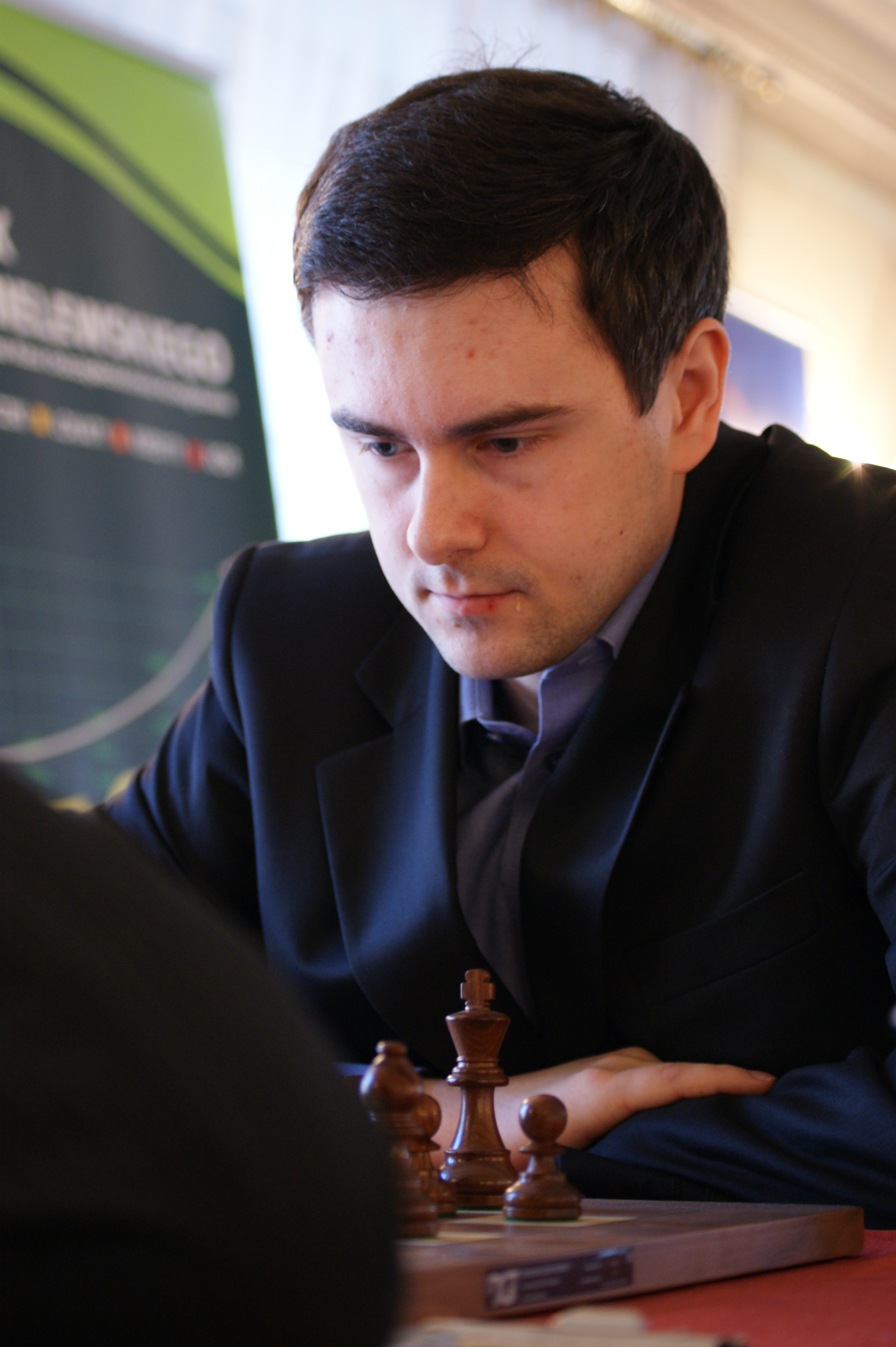
Bartłomiej Macieja, 2010

Bartłomiej Macieja (Warschau, 4 oktober 1977) is een Poolse schaakgrootmeester.
- In 2003 speelde hij mee in het Curaçao Chess Festival en in 2004 in de 36ste Schaakolympiade op Mallorca.
- Van 21 april t/m 4 mei 2005 werd in Poznań het Poolse kampioenschap gespeeld dat door Radosław Wojtaszek met 9.5 uit 13 gewonnen werd. Macieja eindigde met 7 punten op de zevende plaats.
- Van 12 t/m 19 augustus 2005 speelde Macieja mee in het Solsones open en eindigde daar met 6 punten uit negen ronden.
- Van 1 t/m 11 oktober 2005 speelde hij mee in het Karabach toernooi en eindigde daar met 4 uit 9 op een gedeelde vijfde plaats.

Macieja geeft ook schaakles en hij is de schrijver van het boek "The Secret of Kieseritzky".